# Thịt sứa

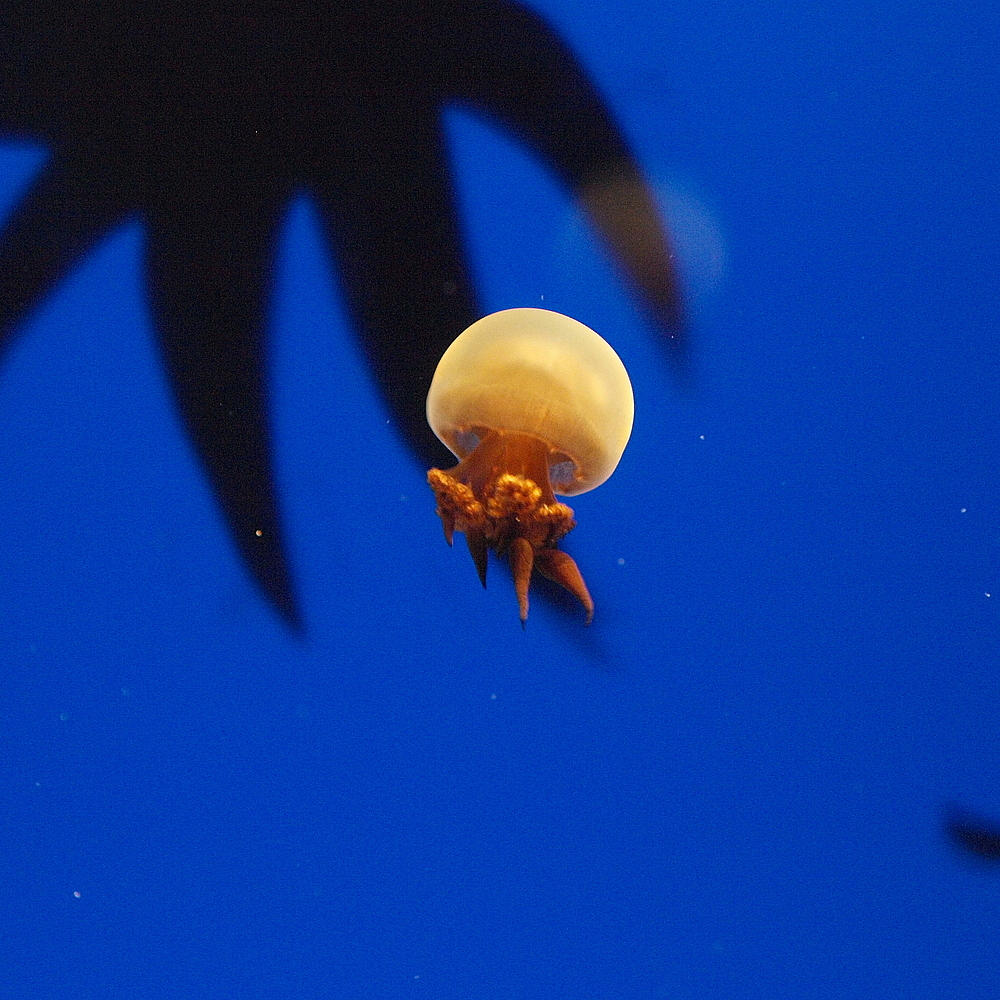
Một con sứa ăn được ở Nhật Bản

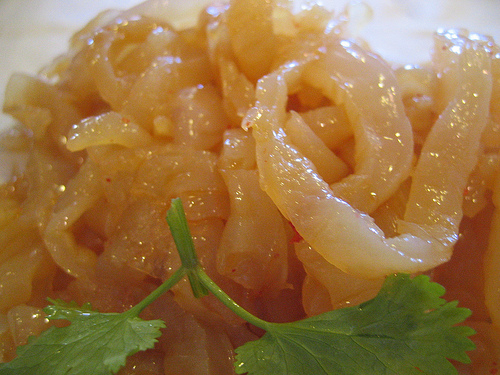
Nộm sứa ở Quảng Đông

Thịt sứa là phần thịt của các loài sứa, chúng là một loại thực phẩm thông dụng trên thế giới, sứa biển cũng là một thực phẩm tốt cho sức khỏe. Sứa biển được coi là nguồn lợi thủy sản có giá trị để xuất khẩu và là món ăn ưa thích trong những ngày hè nóng nực như gỏi, nộm sứa, lẩu - canh - bún sứa.

## Khuyến cáo
Sứa còn sống vốn chứa nhiều độc tố, dễ khiến người chạm phải bị dị ứng, vào mùa sinh sản của sứa biển, chúng thường tích lũy nhiều độc tố có thể gây ngộ độc thực phẩm, ảnh hưởng tới sức khỏe con người. Nếu không được chế biến đúng cách, sứa sẽ gây độc cho người sử dụng, bởi sứa khi còn sống chứa nhiều độc tố, thậm chí nếu chạm phải cũng có thể gây dị ứng. Cần chế biến sứa biển đúng cách để phòng ngộ độc, sứa tươi phải được ngâm qua 3 lần trong nước muối và phèn, khi nào thịt sứa chuyển sang màu đỏ nhạt hoặc vàng nhạt thì mới đem chế biến làm thức ăn.
Không nên sử dụng sứa biển tươi (chưa được chế biến) làm thức ăn, làm gỏi ăn sống. Chỉ sử dụng sứa biển đã qua 3 lần ngâm trong nước muối và phèn, khi thịt sứa chuyển sang màu đỏ nhạt hoặc vàng nhạt thì mới đem làm các món ăn. Không nên sử dụng sứa biển trong mùa sinh sản làm thức ăn vì vào mùa sinh sản, sứa biển tích lũy nhiều độc tố hơn bình thường, không cho trẻ em ăn sứa biển để phòng ngừa tiêu chảy. Khi ăn sứa đã được ép khô (được bán nhiều trong các cửa hàng, siêu thị), tốt nhất cũng nên rửa sạch trước khi chế biến. Cách làm này có thể hạn chế các hóa chất được dùng trong quá trình sơ chế sứa.